# Reason to Believe (Tim Hardin)
Reason to Believe is een lied dat werd geschreven door Tim Hardin. Het nummer verscheen in 1966 op zijn debuutalbum Tim Hardin 1. Hierna werd het vaak gecoverd. Ook diende zijn originele versie na zijn overlijden in 1980 nog als soundtrack voor een film, namelijk in 2000 voor Wonder boys.
Het is een liefdeslied waarin de zanger zich beklaagt bij zijn ex-geliefde omdat ze tegen hem loog terwijl hij huilde. Niettemin maakt een vrouw als zij het hem moeilijk met een ander te leven.

## Covers
De eerste covers verschenen nog hetzelfde jaar, waaronder een invloedrijke versie van Bobby Darin. Die gaf een positieve draai aan de droevige toon die Hardin had aangeslagen, waardoor het toegankelijker werd voor een groter publiek.
In de loop van de jaren verschenen tientallen covers van het lied. In 1969 had de Amerikaanse zangeres Suzi Jane Hokom er een bescheiden hit mee in de Hot Country Songs; ze bereikte daar nummer 75. In 1971 en 1993 was het een hit voor Rod Stewart, hoewel er in 1971 vooral belangstelling was voor de B-kant Maggie May.
Er waren nog meer covers van bekende artiesten, zoals van Just Us (1966), Bobby Darin (1966), Gary Lewis & The Playboys (1967), Scott McKenzie (1967), Rudy Bennett (1967), David Hemmings (1967), Marianne Faithfull (1967), Rick Nelson (1967), Peggy Lee (1968), Cher (1968), Peter, Paul and Mary (1968), Glen Campbell (1968), Brainbox (1969), Vince Guaraldi (1969), Andy Williams (1970), Ramblin' Jack Elliott (1970), The Carpenters (1970), Lynn Anderson (1972), Lobo (1974), Johnny Cash (1975), Eugene Chadbourne & Camper van Beethoven (1987), Wilson Phillips (1990), Jackie DeShannon (1993), Don Williams (1995), Stina Nordenstam (1998), Ron Sexsmith (1999), John Stewart & Darwin's Army (1999), Kaz Lux (2001), Vonda Shepard (2001), Billy Bragg (2006), Ricky Koole (2007), Rickie Lee Jones (2012), Isbells (2013) en Neil Young (2014).

## Rod Stewart
De Britse rockzanger Rod Stewart bracht Reason to Believe in 1971 uit op een single. Het nummer op de B-kant, Maggie May (naam geleend van een folksong over een Liverpoolse prostituee), was echter vooral in trek bij diskjockeys waardoor de single dankzij dat lied de nummer 1-positie behaalde in de Verenigde Staten en het Verenigd Koninkrijk. Maggie May is deels autobiografisch en gaat over het meisje met wie hij voor het eerst de liefde beleefde. Zijn versie van Reason to Believe raakte de eerste decennia erna in de vergetelheid.
Hier kwam verandering in toen de MTV met Rod Stewart een unplugged-versie opnam, samen met Ron Wood. Het was voor het eerst in tweeëntwintig jaar dat beide artiesten weer samen optraden. Stewart reageerde hierop dat zijn vrouw, Rachel Hunter, 1 jaar oud was toen het lied voor de eerste keer op een single verscheen. MTV zette de unplugged-versie in 1993 op een single, waarna het in verschillende landen de hitlijsten beklom.

### Hitnoteringen
1971-72, versie Maggie May / Reason to Believe
| Land                | Pieknotering | Aantal weken |
| ------------------- | ------------ | ------------ |
| Nederland (Top 40)  | 3            | 16           |
| Verenigde Staten    | 1            | 21           |
| Verenigd Koninkrijk | 1            | 17           |

1993, versie Reason to Believe (unplugged)
| Land                | Pieknotering | Aantal weken |
| ------------------- | ------------ | ------------ |
| Verenigde Staten    | 19           | 20           |
| Verenigd Koninkrijk | 51           | 3            |
| Duitsland           | 11           | 17           |

#### NPO Radio 2 Top 2000
| Nummer met noteringen in de NPO Radio 2 Top 2000 | '99  | '00  | '01  | '02 | '03  | '04  | '05  | '06  | '07  | '08  | '09  | '10  | '11  | '12  | '13  | '14  | '15  |
| ------------------------------------------------ | ---- | ---- | ---- | --- | ---- | ---- | ---- | ---- | ---- | ---- | ---- | ---- | ---- | ---- | ---- | ---- | ---- |
| Reason to Believe                                | 1178 | 1186 | 1211 | 905 | 1089 | 1430 | 1253 | 1343 | 1378 | 1291 | 1381 | 1445 | 1706 | 1897 | 1938 | 1971 | 1994 |

1. ↑  Een vetgedrukt getal geeft de hoogste notering aan.
2. ↑  Deze tabel is bijgewerkt tot en met de laatste editie (2024).